# Néa Apollonía (Thessalonique)

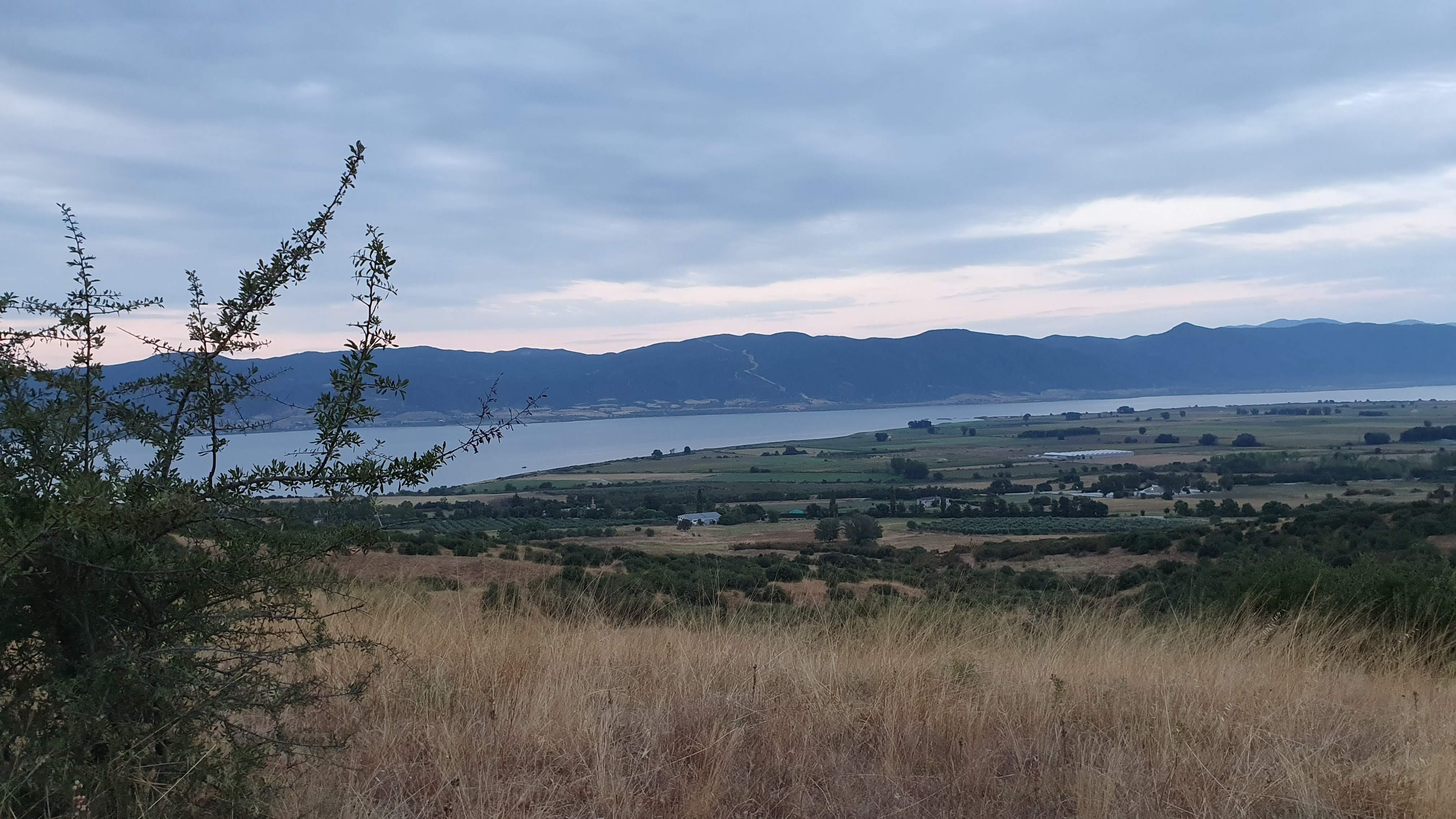

Néa Apollonía (grec moderne : Νέα Απολλωνία) est une localité située dans le dème de Vólvi, dans le district régional de Thessalonique, dans la periphérie de Macédoine-Centrale, en Grèce.
Selon le recensement de 2011, elle compte 1 851 habitants.